# Thlaspi cappadocicum
Thlaspi cappadocicum là một loài thực vật có hoa trong họ Cải. Loài này được (Boiss. & Balansa) Bornm. miêu tả khoa học đầu tiên năm 1936.